# Кубок президента АФК 2014
Кубок президента АФК 2014 — 10-й и последний розыгрыш международного клубного футбольного турнира Азиатской конфедерации футбола (АФК). Финальный этап проходил с 22—26 сентября 2014 года на Шри-Ланке. Победу впервые одержал туркменский клуб МТТУ.

## Участники
| Страна           | Клуб               | Основание квалификации               | Участие | Прошлое участие |
| ---------------- | ------------------ | ------------------------------------ | ------- | --------------- |
| Бангладеш        | Шейх Руссел        | Чемпион Бангладеш 2012—2013          | 1       | нет             |
| Бутан            | Угьен Академи      | Чемпион Бутана 2013                  | 1       | нет             |
| Камбоджа         | Преа Хан Рич       | Чемпион Камбоджи 2013                | 1       | нет             |
| Китайский Тайбэй | Татунг             | Чемпион Тайваня 2013                 | 3       | 2007            |
| Монголия         | Эрчим              | Чемпион Монголии 2013                | 3       | 2013            |
| Непал            | Мананг             | Чемпион Непала 2013/2014             | 2       | 2006            |
| КНДР             | Римёнсу            | Победитель Кубка Мангёндэ 2013       | 1       | нет             |
| Пакистан         | КРЛ                | Чемпион Пакистана 2013/2014          | 4       | 2013            |
| Филиппины        | Церес              | Чемпион PFF-Smart National Club 2013 | 1       | нет             |
| Шри-Ланка        | Эйр Форс Шри-Ланка | Чемпион Шри-Ланки 2013               | 1       | нет             |
| Туркменистан     | МТТУ               | Чемпион Туркменистана 2013           | 2       | 2010            |

## Даты матчей
График матчей в 2014 году.
- Групповая стадия: 1-11 мая
- Финальная стадия: 22-28 сентября

## Финальная стадия
Команды разбиваются на 2 группы и играют по круговой системе в 1 круг. Победители выходят в финал.

### Финал
| Команда 1 | Счёт | Команда 2 |
| --------- | ---- | --------- |
| МТТУ      | 2:1  | Римёнсу   |

| Победитель Кубка президента АФК 2014 |
| ------------------------------------ |
| Туркменистан                         |
| МТТУ 1-й титул                       |